# 鳥谷規
鳥谷 規（とりたに ただし）は、ニッポン放送編成局シニアマネージャー、元ラジオプロデューサー、ディレクター。

## 来歴
東京都練馬区出身。東京学芸大学附属大泉中学校、東京学芸大学教育学部附属高等学校、上智大学理工学部電気電子工学科卒業後の1983年4月、ニッポン放送入社。
同期は、元同社、フジテレビアナウンサーである桜庭亮平。
制作部在籍時は主に夜、深夜の時間帯の番組を担当しており『谷山浩子のオールナイトニッポン』担当時代は、1部の『ビートたけしのオールナイトニッポン』と並行して担当していた事もあり、たけしには放送後のお見送り等丁寧に扱う為に、谷山がラジオブースに居ても、放送時間迄にサブに戻らずミキサーにキュー振りをさせたり、谷山本人に無茶振りを繰り返した事で、通称：「鬼ディレクター」、「放任主義サディストデビル」と呼ばれており、『オールナイトニッポン』関連番組で何度も紹介されている。
ビートたけしからは身長が低く小柄なことから「腹話術人形」と呼ばれていた。
2006年、『ヤンキー先生!義家弘介の夢は逃げていかない』で日本民間放送連盟賞ラジオ生ワイド番組部門優秀賞を受賞。
後に、エンターテインメント開発局マーチャンダイジング部長、2012年7月人事にて、ライツ・新規ビジネス推進室長・部長に昇進。
2017年、デジタルソリューション部部長、制作局制作部ゼネラルプロデューサーを経て、2017年7月人事にて、編成局シニアマネージャーとなる。また、マンガ大賞実行委員会のスーパーバイザーも務める。

## 担当番組

### 現在
- オールナイトニッポンPremium（プロデューサー）

### 過去

#### ラジオ
- ヤングパラダイス（ディレクター）※高原兄時代 - 1983年5月2日 - 1984年2月2日
- 谷山浩子のオールナイトニッポン（ディレクター） - 1985年4月4日 - 9月26日
- ビートたけしのオールナイトニッポン（ディレクター） - 1985年4月 - 1987年6月
- 大江千里のオールナイトニッポン（ディレクター） - 1991年
- 本谷有希子のオールナイトニッポン（ディレクター） - 2005年4月1日 - 2006年3月31日
- ヤンキー先生!義家弘介の夢は逃げていかない（プロデューサー） - 2006年
- 石原さとみ SAY TO ME!（企画）

#### テレビ
- ヤングライブニッポンLF+RミュージックTV（BSフジ）※プロデューサー、チーフディレクター - 2000年
- 1242kHz こちらニッポン放送（フジテレビ）※コーディネート - 2005年

## その他

### 舞台
- ねもしゅー（根本宗子）企画vol.2 ねもしゅーのおとぎ話 ファンファーレサーカス（プロデューサー） - 2016年2月11 - 14日
- 演劇集団キャラメルボックス　RO-DOKU音戯草子2011「99のなみだ」（演出） - 2011年6月
- 劇団☆新感線「BEAST IS RED～野獣郎見参!」（エグゼクティブプロデューサー） - 2001年